# NK Slavonac Ladimirevci
NK Slavonac Ladimirevci nogometni je klub iz Ladimirevaca, prigradskog naselja grada Valpova. U klubu postoje tri uzrasne kategorije - seniori, juniori i pioniri.  Također postoji i ženski nogometni klub (ŽNK Slavonka), i to jedini na ovom prostoru; sljedeći najbliži je u Osijeku. Klub je član Nogometnog središta Valpovo i Županijskog nogometnog saveza Osječko-baranjska županije.

## Povijest
Nogometni klub Slavonac iz Ladimirevaca osnovan je u kolovozu 1947. godine. 
Godine 2013. NK Slavonac je, po prvi puta u povijesti, osvojio 2. ŽNL NS Valpovo – D. Miholjac, te je promoviran u viši rang, 1. ŽNL. U svojoj prvoj sezoni u 1. ŽNL NK Slavonac je zauzeo 14. mjesto od 16 klubova te ostao u ligi (samo posljednjeplasirani rival NK BSK Termia Bizovac je ispao iz lige).

## Uspjesi kluba
Seniori:
- 2004./05. prvak 3. ŽNL Valpovo
- 2012./13. prvak 2. ŽNL Valpovo – D. Miholjac
- 2018./19. pobjednik Kup-a NS Valpovo

Pioniri:
- 1997./98. prvak lige pionira NS Valpovo
- 2013./14. prvak lige pionira NS Valpovo

## Stadion
Sami Sportski park Ladimirevci je izgrađen 90-ih godina 20. stoljeća, no 2011. godine je potpuno preuređen i moderniziran. Instalirano je oko 300 sjedalica, same tribine su obojane bojama NK Slavonca (bijelo-plavo) te je istaknuta zahvala za vjernost navijača natpisom "UVIJEK VJERNI - LA KEROVI", dodan grb, uređene svlačionice, klupske prostorije, kafić, i sl.
Reflektori su nešto ranije postavljeni. Sportski park sadrži i mali pomoćni teren s golovima za mali nogomet. Uz sve to ima i odličan travnjak te ovaj Sportski park slovi za jednim od najljepših u široj okolici. 

## Navijači
Navijači Slavonca se nazivaju LA Kerovi (čit. el ej kerovi). Velik broj simpatizera kluba prate klub i na svakom gostovanju. LA Kerovi su bili najviše zapaženi u sezonama 2011./12. i 2012./13. gdje ih je znalo biti i 50-ak na utakmici (ne brojeći ostale simpatizere) s nekoliko transparenata, pirotehnikom i originalnim navijačkim pjesmama. Vođa LA Kerova je Josip Korov, inače i član Kohorte Osijek.

## Vanjske poveznice
- Tablica i raspored trenutačne sezone